# Hayn (Harz)
Hayn (Harz) este o comună din landul Saxonia-Anhalt, Germania.